# Gran Premi de Mònaco del 1995
Resultats del Gran Premi de Mònaco de Fórmula 1 de la temporada 1995, disputat al circuit urbà de Montecarlo el 28 de maig del 1995.

## Resultats de la cursa
| Pos | No | Pilot                    | Equip                  | Voltes | Temps/ retirada           | Posició de sortida | Punts |
| --- | -- | ------------------------ | ---------------------- | ------ | ------------------------- | ------------------ | ----- |
| 1   | 1  | Michael Schumacher       | Benetton - Renault     | 78     | 1h 53' 11,258"            | 2                  | 10    |
| 2   | 5  | Damon Hill               | Williams - Renault     | 78     | + 34.817 s                | 1                  | 6     |
| 3   | 28 | Gerhard Berger           | Ferrari                | 78     | + 1' 11.447 min.          | 4                  | 4     |
| 4   | 2  | Johnny Herbert           | Benetton - Renault     | 77     | + 1 Volta                 | 7                  | 3     |
| 5   | 7  | Mark Blundell            | McLaren - Mercedes     | 77     | + 1 Volta                 | 10                 | 2     |
| 6   | 30 | Heinz-Harald Frentzen    | Sauber - Ford          | 76     | + 2 Voltes                | 14                 | 1     |
| 7   | 23 | Pierluigi Martini        | Minardi - Ford         | 76     | + 2 Voltes                | 18                 |       |
| 8   | 29 | Jean-Christophe Boullion | Sauber - Ford          | 74     | + 4 voltes                | 19                 |       |
| 9   | 9  | Gianni Morbidelli        | Footwork - Hart        | 74     | + 4 voltes                | 13                 |       |
| 10  | 21 | Pedro Diniz              | Forti F1 - Ford        | 72     | + 6 voltes                | 22                 |       |
| Ret | 24 | Luca Badoer              | Minardi - Ford         | 68     | Suspensions               | 16                 |       |
| Ret | 26 | Olivier Panis            | Ligier - Mugen - Honda | 65     | Virolla                   | 12                 |       |
| Ret | 4  | Mika Salo                | Tyrrell - Yamaha       | 63     | Caixa canvi               | 17                 |       |
| Ret | 14 | Rubens Barrichello       | Jordan - Peugeot       | 60     | Accelerador               | 11                 |       |
| Ret | 16 | Bertrand Gachot          | Pacific - Ilmor        | 42     | Caixa canvi               | 21                 |       |
| Ret | 27 | Jean Alesi               | Ferrari                | 41     | Virolla                   | 5                  |       |
| Ret | 25 | Martin Brundle           | Ligier - Mugen - Honda | 40     | Virolla                   | 8                  |       |
| Ret | 10 | Taki Inoue               | Footwork - Hart        | 27     | Caixa canvi               | 26                 |       |
| Ret | 3  | Ukyo Katayama            | Tyrrell - Yamaha       | 26     | Virolla                   | 15                 |       |
| DSQ | 17 | Andrea Montermini        | Pacific - Ilmor        | 23     | Incompliment penalització | 25                 |       |
| Ret | 15 | Eddie Irvine             | Jordan - Peugeot       | 22     | Virolla                   | 9                  |       |
| Ret | 6  | David Coulthard          | Williams - Renault     | 16     | Caixa canvi               | 3                  |       |
| Ret | 22 | Roberto Moreno           | Forti F1 - Ford        | 9      | Frens                     | 24                 |       |
| Ret | 8  | Mika Häkkinen            | McLaren - Mercedes     | 8      | Motor                     | 6                  |       |
| NVS | 11 | Domenico Schiattarella   | Simtek - Ford          | 0      | No va sortir              | 20                 |       |
| Ret | 12 | Jos Verstappen           | Simtek - Ford          | 0      | Caixa canvi               | 23                 |       |

## Altres
- Pole: Damon Hill 1' 21. 952
- Volta ràpida: Jean Alesi 1' 24. 621 (a la volta 36)